# Emily Hartong
Emily Hartong (Long Beach, 4 febbraio 1992) è una pallavolista statunitense.
Gioca nel ruolo di schiacciatrice nello Hyundai Hillstate.

## Carriera
La carriera di Emily Hartong inizia a livello scolastico nella squadra squadra del suo liceo, la Los Alamitos High School, nella quale gioca dal 2006 al 2010. In seguito entra a far parte della squadra della University of Hawaii at Manoa, disputando la Division I NCAA dal 2010 al 2013; pur non ottenendo grandi risultati, riceve comunque diversi riconoscimenti individuali.
Nella stagione 2014-15 inizia la carriera professionistica nella Lega Nazionale A svizzera, vestendo la maglia del Volero Zürich, col quale vince lo scudetto e la coppa nazionale. Per la stagione seguente viene ingaggiata dallo Hyundai Hillstate, club della V-League sudcoreana col quale si aggiudica lo scudetto, venendo inoltre premiata come miglior schiacciatrice.

## Palmarès

### Club
- Campionato svizzero: 1

2014-15
- Campionato sudcoreano: 1

2015-16
- Coppa di Svizzera: 1

2014-15

### Premi individuali
- 2011 - All-America Second Team
- 2012 - All-America First Team
- 2013 - All-America First Team
- 2016 - V-League: Miglior schiacciatrice